# Битва під Нефельсом (1388)
Битва під Нефельсом — битва першої швейцарсько-австрійської війни, що сталась 9 квітня 1388 року біля міста Нефельс (кантон Гларус), під час якої швейцарське ополчення завдало тяжкої поразки австрійському лицарському війську.

## Передумови
Проти могутності Австрії, що швидко зростала, 1385 року на сеймі в Констанці було укладено мирну угоду між деякими союзними землями Швейцарії (Берн, Цюрих, Люцерн, Цуг) й містами Швабії (Базель, Золотурн). Однак, коли Австрія перейшла в наступ, швейцарці були позбавлені допомоги.
1386 року відбулась битва під Земпахом, де ополчення Швейцарської конфедерації розгромило регулярну лицарську армію Леопольда III Габсбурга.
Розгром під Земпахом став ще одним кроком до визнання Габсбургами фактичної незалежності Швейцарської конфедерації.
За декілька тижнів після битви під Земпахом, сили конфедерації атакували й узяли в облогу селище Габсбургів Везен, на озері Валензее. Наступного року війська Гларуса знищили фортецю Віндегг (нім. Windegg). Після чого, 11 березня 1387 року, міська рада проголосила Гларус незалежним від контролю Габсбургів. 
У відповідь на це, в ніч з 21 на 22 лютого 1388 року, австрійська армія напала на Везен й вибила звідти сили конфедерації.
На початку квітня два з'єднання австрійської армії рушили до Гларуса, відрізаного від основних сил конфедерації. На чолі першого, що налічувало близько 5000 солдат, стояли граф Донат фон Тоггенбург (нім. Donat von Toggenburg) і лицар Петер фон Торберг (нім. Peter von Thorberg). Друге з'єднання (бл. 1500 чоловік) під командуванням графа Ганса фон Верденберг-Зарганса (нім. Hans von Werdenberg-Sargans) рухалось через альпійський перевал Керенцерберг (нім. Kerenzerberg).

## Хід битви
9 квітня 1388 року армія Тоггенбурга й Торберга атакували та захопили укріплення навколо Нефельса, гарнізон якого деякий час успішно захищався, але був змушений відступити перед переважаючими силами супротивника. На боці швейцарців були лише місцевий гарнізон Гларуса (бл. 400 чоловік) й загони у декілька десятків солдат з німецьких районів Урі та Швіцу. 
Швейцарці відступили до найближчих пагорбів (висоти Раухберг). Скочуючи велике каміння, вони зламали похідний стрій австрійців. Зважаючи на опір, австрійські солдати у своїй більшості почали грабувати й нищити ближні селища й ферми, від чого армія розосередилась.
На вечір почався снігопад й спустився туман. Скористувавшись негодою, швейцарці напали на дезорганізованих австрійців. Після короткого бою розрізнені австрійці почали тікати у напрямку до Везена. Неорганізований відступ призвів до руйнування моста через Мааг (нім. Maag) чи Лінт (нім. Linth), від чого чимала частина австрійців опинилась у воді, де багато вояків втопилось.
Зважаючи на втечу основних сил, з’єднання Верденберг-Зарганса відступило до селища Беглінген (англ. Beglingen, що нині належить до муніципалітету Молліс). 
У результаті битви в армії Гларуса й конфедерації налічувалось близько 54 вбитих, яких було поховано у парафіяльній церкві Молліса. Втрати армії Габсбургів не настільки добре відомі, й відрізняються від декількох сотень до 1700 вбитих (іноді навіть 80 лицарів і 2200 солдат). 
Відомо, що в битві під Нефельсом загинув брат Більгері фон Вагенберга (нім. Bilgeri von Wagenberg), абата монастиря в Рюті (нім. Kloster Rüti), внаслідок чого він подавав прохання до міської ради Гларуса щодо поховання вбитих на австрійській землі. Він домігся свого лише за 20 місяців після битви, й 29 листопада 1389 року 20 (або 170) тіл загиблих під Нефельсом австрійців було поховано на монастирському цвинтарі в Рюті.

## Наслідки

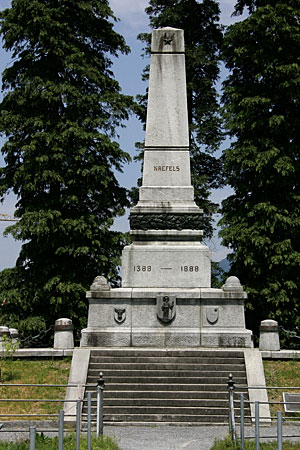
Меморіал на місці битви під Нефельсом у 1388 році

Битва під Нефельсом вважається останньою битвою швейцарсько-австрійського конфлікту, що тривав упродовж більшої частини XIV століття.
У 1394 році було укладено мирну угоду, за якою австрійський герцог Альбрехт III визнав фактичну незалежність швейцарських кантонів від Австрії.

## День пам’яті
Щороку, в перший четвер квітня, жителі кантона Гларус святкують перемогу в битві під Нефельсом, цей день є офіційним святом кантону.
На пам'ять про цю подію жителі йдуть до місця битви урочистою ходою, що складається з музик, барабанщиків, солдатів, представників католицької та протестантської церков. Процесія декілька разів зупиняється з метою виконання різноманітних церемоніалів, в одному з яких урочисто зачитуються імена солдат, що загинули в цій битві